# VESSEL
『VESSEL』（ヴェッセル）は、鈴村健一の3枚目のオリジナルアルバム。2014年5月14日にLantisから発売された。

## 背景
タイトルの「VESSEL」は大型船、容器、血管の意で、小さな容器を思わせる収録曲が繋がって巨大な船を形成する様子が脳裏に浮かんだため付けたという。当初はリード曲である「SHIPS」の制作から開始されたが、デモテープを聴いたことで同曲のことで頭がいっぱいになったためがタイトルから先に付けたという。ジャケットは水たまりに街の様子が写りこんだもので、当初は木造の風呂桶とおもちゃの船の使用を考えていたという。

## 楽曲について
2曲目「SHIPS」は、船旅をイメージした曲で、ライブでの盛り上がりも意識しているという。歌詞はデモ視聴時に鈴村が感じた船内での様子をイメージして書かれた。PVは、「拳を振り上げる」 イメージを表現するため蒲田の銭湯「日の出湯」で行われた。なお当初はパン屋での撮影を検討していたが、スタッフの提案で銭湯に落ち着いたという。
3曲目「あすなろ」は、7thシングル曲であり、テレビアニメ『神様のメモ帳』のエンディングテーマ。
4曲目「messenger」は、8thシングル曲。
6曲目「シロイカラス」は、9thシングル曲であり、テレビアニメ『CØDE:BREAKER』のエンディングテーマ。
7曲目「さあ見栄張りましょう」は、鈴村曰く「夢を持つことの素晴らしさ」をシニカルに表現した曲。
8曲目「あいうえおんがく」は、10thシングルカップリング曲。
9曲目「おもちゃ箱」は、幼少時を彷彿とさせるノスタルジックな曲。
10曲目「All right」は、10thシングル曲。
11曲目「ALL GREEN」は9thシングルカップリング曲。
12曲目「EXTRA ROUND」は、「理想」と「現実」をテーマとしたカロリーを消費するロック調の曲。
13曲目「つながり」は、日々の行動を水道水が運ばれてくるまでの過程に喩えた曲。

## リリース
2014年5月14日にLantisから発売された。鈴村のオリジナルアルバムとしては前作『CHRONICLE to the future』から3年2か月ぶりのリリースとなる。
販売形態は初回限定盤（LACA-35402）と通常盤（LACA-15402）の2種リリースで、初回限定盤には「SHIPS」のPVを収録したDVDが同梱されている。

## 収録内容
| 全作詞: 鈴村健一。 |                          |           |                  |          |      |
| #                  | タイトル                 | 作詞      | 作曲             | 編曲     | 時間 |
| 1.                 | 「overture」             | 鈴村健一  | 倉内達矢         | 倉内達矢 | 1:23 |
| 2.                 | 「SHIPS」                | 鈴村健一  | 渡辺拓也         | 渡辺拓也 | 4:38 |
| 3.                 | 「あすなろ」             | 鈴村健一  | 宮崎誠           | 宮崎誠   | 3:49 |
| 4.                 | 「messenger」            | 鈴村健一  | 渡辺拓也         | 宮崎誠   | 5:39 |
| 5.                 | 「バベル」               | 鈴村健一  | サイトウヨシヒロ | 南田健吾 | 4:06 |
| 6.                 | 「シロイカラス」         | 鈴村健一  | 渡辺拓也         | 渡辺拓也 | 4:02 |
| 7.                 | 「さあ見栄張りましょう」 | 鈴村健一  | 野井洋児         | 野井洋児 | 4:48 |
| 8.                 | 「あいうえおんがく」     | 鈴村健一  | 宮崎誠           | 宮崎誠   | 4:33 |
| 9.                 | 「おもちゃ箱」           | 鈴村健一  | 渡辺拓也         | 渡辺拓也 | 4:00 |
| 10.                | 「All right」            | 鈴村健一  | 渡辺拓也         | 渡辺拓也 | 4:16 |
| 11.                | 「ALL GREEN」            | 鈴村健一  | 渡辺拓也         | 渡辺拓也 | 5:00 |
| 12.                | 「EXTRA ROUND」          | 鈴村健一  | 宮崎誠           | 宮崎誠   | 4:46 |
| 13.                | 「つながり」             | 鈴村健一  | 倉内達矢         | 倉内達矢 | 5:15 |
| 14.                | 「finale」               | 鈴村健一  | 倉内達矢         | 倉内達矢 | 1:35 |
| 合計時間:          | 合計時間:                | 合計時間: | 合計時間:        | 57:55    |      |

| #  | タイトル                | 作詞 | 作曲・編曲 |
| -- | ----------------------- | ---- | ---------- |
| 1. | 「SHIPS [Music Video]」 |      |            |

## チャート
| チャート（2014年）                                 | 最高位 |
| -------------------------------------------------- | ------ |
| オリコン                                           | 10     |
| Billboard JAPAN Top Albums                         | 7      |
| Billboard JAPAN Top Independent Albums and Singles | 3      |
| サウンドスキャン（初回限定盤）                     | 10     |